# Franz Monse
Franz Xaver Monse (* 11. Juli 1882 in Mittelwalde, Landkreis Habelschwerdt, Provinz Schlesien; † 24. Februar 1962 in Strang, einem Ortsteil von Bad Rothenfelde) war ein römisch-katholischer Priester und Großdechant der bis 1972 zum Erzbistum Prag gehörenden Grafschaft Glatz. Zugleich war er Generalvikar des Erzbistums Prag in Preußen.

## Leben
Seine Eltern waren der Schmiedemeister Franz Monse und Aloysia, geborene Barth. Monse besuchte die Volksschule in Mittelwalde und das Katholische Gymnasium in Glatz. Nach der Reifeprüfung studierte er ab 1903 Katholische Theologie und Philosophie an der Universität Breslau. Am 22. Juni 1907 wurden er – und drei weitere Grafschafter – im Breslauer Dom zum Priester geweiht. Anschließend wirkte er vier Monate als Hilfsgeistlicher in Pfarreien des Glatzer Landes. Ab Mitte Oktober 1907 war er Kaplan in Ebersdorf und anschließend ab Juli 1910 an der St. Peter- und Paul-Kirche in Bad Reinerz. 1913 wurde er mit der Dissertation „Johannes und Paulus. Ein Beitrag zur neutestamentlichen Theologie“ in Breslau zum Doktor der Theologie promoviert. Nach dem Oberlehrerexamen 1915 wirkte er als Proregens am Glatzer Konvikt und zugleich als Religionslehrer am dortigen Gymnasium; 1919 wechselte er zurück in die Pfarrseelsorge. 1919 übernahm er die Stelle des dritten Kaplans an der Glatzer Dekanats- und Pfarrkirche Mariä Himmelfahrt. Als mit der Pensionierung des Stadtpfarrers Augustin Skalitzky 1921 dessen Stelle neu besetzt werden sollte, bewarb sich als Nachfolger Franz Monse auf Wunsch des Großdechanten Franz Dittert. Die Ernennung durch den Prager Erzbischof Josef Beran erfolgte Ende September 1919. Für seine 24.000 Gläubige zählende Pfarrei gründete er die Glatzer Caritasgeschäftsstelle und veranlasste die Restaurierung der Pfarrkirche. 1935 folgte die Ernennung zum Päpstlichen Geheimkämmerer (Monsignore). 
1938 wurde Monse in das Amt des Großdechanten und Generalvikars der Grafschaft Glatz, des Jurisdiktionsbezirks für den preußischen Teil der Erzdiözese Prag berufen. Zugleich wurde er zum Päpstlichen Hausprälaten ernannt sowie zum Ehrendomkapitular in Breslau. Es war mit dem Recht verbunden, Mitra, Krummstab und das Pektorale zu tragen und an der Deutschen Bischofskonferenz teilnehmen zu dürfen. 1940 erhielt er die höchste Prälatenwürde eines Apostolischen Protonotars, die ebenfalls mit dem Recht Mitra und Pektorale zu tragen verbunden war. 
Als nach dem Zweiten Weltkrieg 1945 das Glatzer Land wie fast ganz Schlesien an Polen fiel, übte er sein Amt bis zur Unterstellung unter die polnische Apostolische Administratur in Breslau bis zum 1. Oktober 1945 weiter aus. Am 3. April 1946 wurde Monse zusammen mit den meisten deutschen Einwohnern aus Glatz vertrieben. Über Stationen in Werl und Wiedenbrück gelangte er im Sommer 1946 nach Listrup im Emsland, wo ihm die Pfarrstelle zugewiesen wurde. Im September 1948 erteilte ihm der Prager Erzbischof Josef Beran den Auftrag, die Seelsorge für die vertriebenen Glatzer weiterzuführen. Bereits 1947 hatte er die Grafschaft Glatzer Wallfahrt im Wallfahrtsort Telgte begründet, die bis in die Gegenwart stattfindet und der eine Priesterkonferenz vorausgeht. Damit hatte er einen Treffpunkt für die vertriebenen Glatzer Katholiken in der Bundesrepublik geschaffen. 1948 bis 1953 war Monse zugleich Diözesanpräses des St.-Hedwigs-Werkes der Ostvertriebenen im Bistum Osnabrück. Um näher an der Bischofsstadt zu sein, zog er 1950 nach Georgsmarienhütte. Auf dem Domherrenfriedhof in Osnabrück fand er 1962 seine letzte Ruhestätte.

## Ehrungen
- Schlesischer Adlerorden II. Klasse
- 1935: Päpstlicher Geheimkämmerer
- 1938: Päpstlicher Hausprälat
- 1940: Apostolischer Protonotar
- 1952: Großes Verdienstkreuz der Bundesrepublik Deutschland
- 1957: Bronzemedaille des Papstes Pius XII. anlässlich des Goldenen Priesterjubiläums